# Лазенкі
Лазенкі (пол. Łazęki) — село в Польщі, у гміні Нарушево Плонського повіту Мазовецького воєводства.
Населення — 167 осіб (2011).
У 1975-1998 роках село належало до Цехановського воєводства.

## Демографія
Демографічна структура станом на 31 березня 2011 року:
|          | Загалом | Допрацездатний вік | Працездатний вік | Постпрацездатний вік |
| -------- | ------- | ------------------ | ---------------- | -------------------- |
| Чоловіки | 76      | 14                 | 52               | 10                   |
| Жінки    | 91      | 24                 | 48               | 19                   |
| Разом    | 167     | 38                 | 100              | 29                   |